# Jugueiros
Jugueiros es una freguesia portuguesa del concelho de Felgueiras, con 7,51 km² de superficie y 1.531 habitantes (2001). Su densidad de población es de 203,9 hab/km².